# Claude Delisle
Claude Delisle (1644 - 1720) fue censor real francés y cartógrafo. Estudió derecho y posteriormente se trasladó a París, donde vivió dando clases particulares sobre geografía e historia, obteniendo posteriormente el cargo de censor real. Tuvo 11 hijos, entre los que destacaron Joseph-Nicolas Delisle y Guillermo Delisle.